# Pseudolmedia gentryi
Pseudolmedia gentryi är en mullbärsväxtart som beskrevs av C.C. Berg. Pseudolmedia gentryi ingår i släktet Pseudolmedia och familjen mullbärsväxter. Inga underarter finns listade i Catalogue of Life.